# فريتز إس. دوربن
فريتز إس. دوربن (بالإنجليزية: Frederic S. Durbin)‏ (1966، تلورفيل في الولايات المتحدة)؛ روائي أمريكي.